# یاشار زاده
یاشار زاده (انگلیسی: Yak Ballz؛ زادهٔ ۱۳ آوریل ۱۹۸۲) یک موسیقی‌دان آمریکایی ایرانی‌تبار است.